# Euploea violetta
Euploea violetta är en fjärilsart som beskrevs av Butler 1876. Euploea violetta ingår i släktet Euploea och familjen praktfjärilar. Inga underarter finns listade i Catalogue of Life.